# Krusin (województwo kujawsko-pomorskie)
Krusin – wieś w Polsce, położona w województwie kujawsko-pomorskim, w powiecie chełmińskim, w gminie Lisewo, przy drodze wojewódzkiej nr 548.
W czasie II wojny światowej miejscowość miała posiadać status majątek. W latach 1939 - 1942 nazwyała się Kruschin, lecz po przeprowadzonej zamianie nazw miejscowości w Okręgu Rzeszy Gdańsk-Prusy Zachodnie, w latach 1942 - 1945 nazywała się Kroschen.

## Podział administracyjny
W latach 1939–1945 położona była w okręgu Rzeszy Gdańsk-Prusy Zachodnie, w rejencji bydgoskiej (Regierungsbezirk Bromberg), w powiecie Chełmno (Kreis Kulm).
W latach 1954–1961 wieś należała i była siedzibą władz gromady Krusin, po jej zniesieniu w gromadzie Lisewo. W latach 1975–1998 miejscowość należała administracyjnie do województwa toruńskiego. 
Do końca 2010 r. w obrębie Krusina wyróżniona była część miejscowości – Wybudowanie, jednak została ona zniesiona z dniem 1 stycznia 2011 r.

## Demografia
Według Narodowego Spisu Powszechnego (III 2011 r.) wieś liczyła 314 mieszkańców. Jest szóstą co do wielkości miejscowością gminy Lisewo.